# Joseph Rucker Lamar

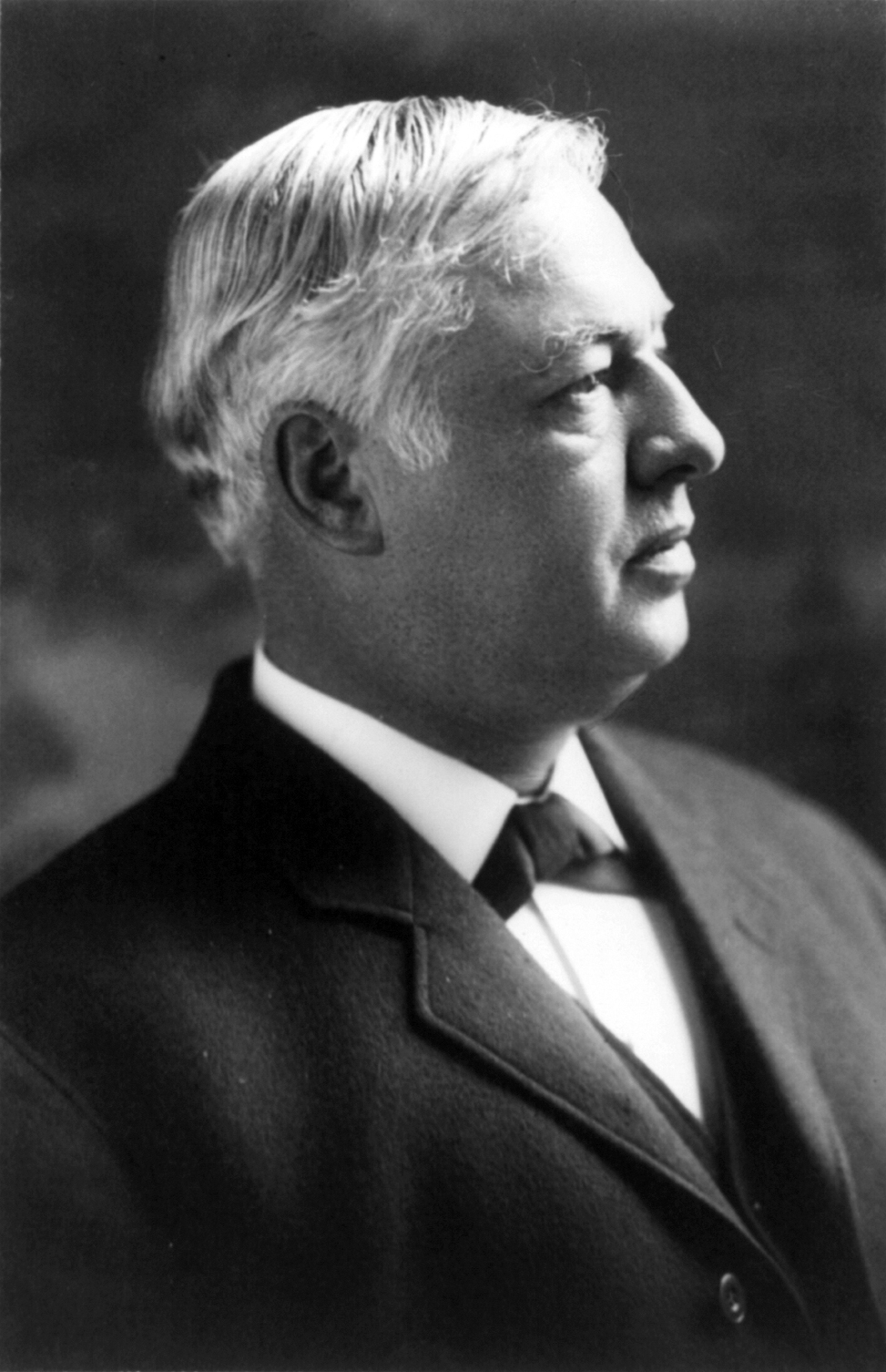
Joseph Rucker Lamar

Joseph Rucker Lamar (* 15. Oktober 1857 in Ruckersville, Elbert County, Georgia; † 2. Januar 1916 in Washington, D.C.) war beigeordneter Richter (Associate Justice) am United States Supreme Court. Er war von Präsident William Howard Taft als Nachfolger für den zurückgetretenen William H. Moody ernannt worden. Der Cousin des vormaligen Richters Lucius Quintus Cincinnatus Lamar war vom 3. Januar 1911 bis zu seinem Tod am 2. Januar 1916 im Amt, sein Nachfolger wurde Louis Brandeis.

## Leben
Lamar war der Sohn eines Pfarrers. Er verbrachte seine Jugend in Augusta und besuchte die Richmond Academy sowie die Privatschule Martin Institute in Jefferson (Georgia). Nach seinem Abschluss an der Penn Lucy School bei Baltimore studierte Lamar an der University of Georgia, wo er der literarischen Gesellschaft Phi Kappa angehörte. Er setzte sein Studium bis 1877 am Bethany College bis zu einem ersten Abschluss fort. Im Folgejahr beendete er seine juristische Ausbildung an der Washington and Lee University in Lexington und trat nach seiner Zulassung als Rechtsanwalt in die Praxis von Henry Clay Foster in Augusta ein.
Von 1886 bis 1889 war er gewählter Abgeordneter der Demokratischen Partei im Repräsentantenhaus von Georgia. In seiner Amtszeit bemühte er sich, durch Standardisierung die Rechtsprechung des Staates zu beschleunigen. Zusammen mit zwei weiteren Personen wurde er 1893 vom Gouverneur beauftragt, eine Sammlung der Gesetze Georgias zusammenzustellen. Zwei Jahre später wurde diese Gesetzessammlung durch die General Assembly verabschiedet. Der Teil Civil Code of the State of Georgia wurde weitgehend von ihm selbst betreut. Seit 1898 stand er im Auftrag des Supreme Court of Georgia der Kommission vor, die Bewerber für die Anwaltszulassung überprüfte.
Im Jahr 1901, nach anderen Angaben am 31. Dezember 1902, wurde Lamar von Gouverneur Joseph M. Terrell für den Rest der Amtszeit eines ausgeschiedenen Richters an den Supreme Court of Georgia berufen; 1903 wurde er wiedergewählt. In seiner Amtszeit verfasste er mehr als 200 Stellungnahmen (Opinions), bevor er 1905 von diesem Amt zurücktrat, um erneut selbst als Anwalt Eisenbahngesellschaften und andere große Unternehmen zu vertreten.
Zur Zeit seiner Berufung an das oberste Gericht der Vereinigten Staaten, den Supreme Court, war Lamar insgesamt erst der dritte Richter, der von einem Präsidenten einer anderen Partei ernannt wurde. Die Nominierung durch den republikanischen Präsidenten William Howard Taft erfolgte am 12. Dezember 1910, die Bestätigung durch den Senat bereits drei Tage später, nach anderen Quellen am 17. Dezember 1910. Lamar legte am 3. Januar 1911 seinen Amtseid ab.
Im Auftrag seines Jugendfreundes, Präsident Woodrow Wilson, vertrat er 1914 zusammen mit Frederick William Lehmann die Vereinigten Staaten bei einer Konferenz der ABC-Staaten im kanadischen Niagara Falls. Die Konferenz vermittelte erfolgreich in der Auseinandersetzung zwischen den Vereinigten Staaten und Mexiko über die amerikanische Besetzung des mexikanischen Hafens Veracruz und konnte eine sich abzeichnende kriegerische Auseinandersetzung verhindern.
1915 verfasste Lamar zwei kurze persönliche Stellungnahmen (Individual Opinions) zum umstrittenen Fall des zum Tode verurteilten, zu einer Haftstrafe begnadigten und dann aus dem Gefängnis entführten und gelynchten jüdischen Fabrikanten Leo Frank. 
Die Last der Arbeit in Verbindung mit seinen gerichtlichen Verpflichtungen griff seine Gesundheit im Herbst 1915 zunehmend an. Seitens der Legislative wurde vorgeschlagen, dass Lamar unter Fortzahlung seiner Bezüge sein Amt ruhen lassen könne. Sein Tod nur wenige Monate später machte diese Überlegungen jedoch gegenstandslos. Lamar wurde auf dem Summerville Cemetery in Augusta beigesetzt. Lamars juristisches Werk und die während seiner Amtszeit angefallenen Schriftstücke wurden an der University of Georgia in Athens, Georgia, archiviert und können für Forschungszwecke eingesehen werden.
In Augusta wurde ein ab 1913 entstandenes und mittlerweile unter Denkmalschutz stehendes Hochhaus nach ihm als Lamar Building benannt.
Lamar war seit 1879 mit Clarinda Huntington Pendleton (1856–1943) verheiratet, das Paar hatte drei Kinder, Philip Rucker Lamar (1880–1938), William Pendleton Lamar (1882–1958) und Mary Lamar (1885–1885). Seine Frau veröffentlichte 1926 seine Biographie unter dem Titel The Life of Joseph Rucker Lamar 1857–1916.

## Werke
- First Days of St. Paul's Parish, Augusta. Georgia 1910?[8]
- Trustees of Richmond Academy of Augusta. Georgia[8]
- Civil Code of the State of Georgia, 1896